# أ. وايت
أ. وايت (بالإنجليزية: Thomas A. White)‏ (و. 1931 – 2017 م) هو كاهن كاثوليكي أيرلندي، توفي عن عمر يناهز 86 عاماً.

## مناصب
تولى منصب أسقف كاثوليكي (منذ 30 يوليو 1978)
.